# Københavns Vestegns Politi
Københavns Vestegns Politi er en dansk politikreds, der dækker 11 kommuner på Københavns Vestegn. Politistationen er beliggende i Albertslund, mens der er nærpolitienheder i Ishøj, Hundige og Høje Gladsaxe. I alt beskæftiger kredsen cirka 800 medarbejdere, hvoraf de fleste er polititjenestemænd.
Kredsen blev etableret som følge af politireformen i 2007 ved en fusion af politikredsene Glostrup og Gladsaxe. I dag dækker kredsen kommunerne Albertslund, Ballerup, Brøndby, Gladsaxe, Glostrup, Herlev, Hvidovre, Høje-Taastrup, Ishøj, Rødovre og Vallensbæk. I alt bor der omkring 414.000 borgere i politikredsen.
Anklagemyndigheden ved Københavns Vestegns Politi består af ca. 95 medarbejdere, heraf ca. 50 faste jurister. Anklagemyndigheden består af to advokaturer: Retssagsadvokaturen og Kvalitetsadvokaturen. Straffesagerne føres ved Retten i Glostrup.
Kim Christiansen har siden 2011 været politidirektør i kredsen.